# Malcolm Davis
Malcolm Davis   (Cheltenham, març 1944 - Devon, octubre 1980) fou un pilot de motocròs anglès que va assolir diversos èxits durant les dècades del 1960 i 1970, entre ells tres títols de Campió Britànic de 250cc (1968, 1970 i 1973). Expert també en trial, fou justament mentre participava en una prova d'aquesta modalitat, a Devon, quan es va morir en ser atropellat per un cotxe.

## Resum biogràfic
Malcolm Davis nasqué en una família molt interessada pel motociclisme. El seu pare, Les, havia jugat a motoball amb el club Cheltenham Town i, més endavant, esdevingué un dirigent local de l`ACU. Uns anys més tard, el germà de Malcolm, Tony Davis (dos anys més gran que ell), fou un conegut pilot de trial. Però abans de les motos, els dos germans Davis començaren a practicar l'equitació.
Els pares Davis, Les i Irene, regentaven el pub Air Balloon a la carretera de Gloucester a Cirencester, darrere del qual hi havia molt de terreny on, d'adolescents, Tony i Malcolm acostumaven a practicar amb les motocicletes que aconseguien. En aquells temps, al seu oncle Reg se'ls enduia sovint a presenciar proves de trial i motocròs (anomenat aleshores scramble a Anglaterra) pels voltants, i ambdós germans s'afeccionaren molt al fora d'asfalt. Malcolm, aleshores un excel·lent jugador de criquet, va haver de triar entre aquest esport o el motociclisme, i s'inclinà pel segon.

### Debut en competició
A 15 anys, Malcolm Davis començà a participar en diversos trials tot acompanyant-hi el seu germà, qui ja despuntava en aquest esport. El maig de 1961, mentre Tony estava competint als Sis Dies d'Escòcia de Trial, Malcolm disputà a Anglaterra la seva primera prova de motocròs, amb resultat reeixit. Des d'aleshores, les carreres d'ambdós germans divergiren, l'un centrat en el trial i l'altre, en el motocròs. Malcolm ho feia tan bé que aviat aconseguí suport de Dot, que li proporcionà sengles motos de trial i motocròs per al 1962. La seva reeixida campanya va fer que, a finala d'any, Greeves el fitxés per a la temporada de 1963. El seu segon any amb Greeves, 1964, Davis va protagonitzar una gran temporada, tant al campionat britànic de motocròs com al mundial de 250cc, on aconseguí el tercer lloc -darrere de Joël Robert i Dave Bickers- al Gran Premi de Gran Bretanya, disputat a Cadwell Park el 28 de juny.

Al llarg de la seva carrera, Davis va aconseguir punts al mundial diverses temporades, essent la seva millor classificació al campionat el dotzè lloc final en 250cc la temporada de 1970, amb l'AJS. Fou durant aquella època que Joël Robert, amb qui mantenia molt bona relació, va declarar en una ocasió: 
| «             | Malcolm Davis és el pilot més ràpid del món baixant i el que més em molesta és que no sembla que vagi ràpid. | » |
| — Joël Robert | |   |

El 1965, Davis es va centrar en el trial i seguí tot el Campionat britànic, amb tant d'èxit que hi acabà subcampió darrere de Sammy Miller. Durant aquell any, participà també en diversos TV Scrambles. De cara a 1966, canvià la Greeves per una Bultaco Métisse privada, amb la qual acabà cinquè al campionat britànic i anotà algun punt al mundial. L'any següent tornà a Greeves uns mesos fins que àconseguí suport oficial de Bultaco, amb la qual seguí el mundial i el campionat britànic.
De 1968 a 1970, Davis fou pilot oficial d'AJS, tot i que el 1969 competí algun temps amb una ČZ a causa d'un desacord amb la marca anglesa, que es resolgué a final de temporada. Fou durant aquesta època que aconseguí els seus dos primers Campionats britànics (1968 i 1970) i un subcampionat (1969, darrere de Bryan Wade).

### Els darrers anys amb Bultaco
El 1971 tornà a Bultaco, marca que li oferí les seves millors motos de trial i motocròs. Només signar amb la fàbrica de Sant Adrià de Besòs, li oferiren d'anar a l'Àfrica per tal de promocionar-hi la Bultaco Pursang participant en curses de demostració a Zàmbia, República de Rhodèsia i Sud-àfrica. De tornada a Anglaterra, va estar un temps lluitant contra una misteriosa malaltia que, probablement, va contraure durant la seva estada al continent africà. Superada la situació, acabà la temporada al campionat britànic com a subcampió de 250cc, de nou darrere de Bryan Wade, i quart classificat a 500cc.
El 1972, diversos problemes de salut, especialment respiratoris, li van fer perdre moltes curses i el seu pas pel campionat britànic fou accidentat. A l'octubre, visità un especialista i va trobar la solució a la seva mal diagnosticada bronquitis, en realitat un problema amb les vies respiratòries que va requerir cirurgia. Un cop operat, va recuperar ràpidament la forma i, arribats al 1973, va dominar còmodament el campionat britànic de 250cc amb la seva Bultaco i va ser un dels principals aspirants al nou campionat de 125cc, que s'estrenava aquell any. Finalment, va saldar la temporada com a Campió de 250cc i Subcampió de 125cc, darrere de Bryan Wade.

El 1974, Davis va tornar a brillar al campionat britànic, però al final es veié superat pel seu company d'equip, l'escocès Vic Allan, qui guanyà 10 de les 8 curses programades. Aquell any, les tres primeres posicions del campionat varen ser per a Bultaco: Vic Allan, campió amb 64 punts, Malcolm Davis, subcampió amb 42 i Ivan Miller, tercer amb 37. Davis completà la temporada amb el quart lloc final al campionat de 125cc i el cinquè al de 500cc. Malgrat haver aconseguit dos títols britànics amb AJS i només un amb Bultaco, Davis sempre va declarar que la seva etapa esportiva més feliç va ser la darrera, quan va competir amb la marca catalana. En paraules del seu germà,
| «            | Els millors anys per a Malcolm varen ser definitivament els de Bultaco. Senzillament, estimava la fàbrica i ells l'estimaven.[...]El Sr. Bultó va ser com un segon pare per a nosaltres en molts sentits, especialment per a Malcolm. | » |
| — Tony Davis | |   |

### Mort
Arribats al 1975, Davis, superada la trentena, va decidir posar fi a la seva etapa en el motocròs. No així en trial, on va seguir competint fins al dia de la seva mort. El 1976, guanyà el campionat del Western Centre, superant el seu germa Tony i Mark Kemp. L'octubre de 1980, mentre participava al President's Trophy Trial de Devon, puntuable per al Campionat britànic, fou atropellat per un cotxe mentre es desplaçava al primer grup de zones i es va morir. Casualment, aquell dia el seu germà Tony, que l'acompanyava sempre a tot arreu, no hi era, però sí el seu pare Les, qui actuava com a comissari de l'ACU a la prova.

## Palmarès al Campionat britànic de motocròs
Font:
| Any          | Motocicleta  | 500 cc | 250 cc | 125 cc |
| ------------ | ------------ | ------ | ------ | ------ |
| 1963         | Greeves      | -      | 10è    | -      |
| 1964         | Greeves      | -      | 4t     | -      |
| 1965         | Greeves      | -      | 10è    | -      |
| 1966         | Bultaco      | -      | 5è     | -      |
| 1967         | Greeves      | -      | 6è     | -      |
| 1968         | AJS          | 8è     | 1r     | -      |
| 1969         | AJS/ČZ       | -      | 2n     | -      |
| 1970         | AJS          | -      | 1r     | -      |
| 1971         | Bultaco      | 4t     | 2n     | -      |
| 1972         | Bultaco      | 6è     | 4t     | -      |
| 1973         | Bultaco      | 7è     | 1r     | 2n     |
| 1974         | Bultaco      | 5è     | 2n     | 4t     |
| 1975         | Bultaco      | 10è    | -      | -      |
| Total títols | Total títols | 0      | 3      | 0      |

Notes
1. ↑  Fins al 1972 inclòs, no existia el Campionat britànic de 125cc.
2. ↑  El 1975, el Campionat britànic se celebrà a una única categoria anomenada Open.